# In the Flat Field
In the Flat Field — перший студійний альбом англійської групи Bauhaus, який був випущений 1 жовтня 1980 році.

## Композиції
1. Double Dare — 4:54
2. In the Flat Field — 5:00
3. A God in an Alcove — 4:08
4. Dive — 2:13
5. The Spy in the Cab — 4:31
6. Small Talk Stinks — 3:35
7. St. Vitus Dance — 3:31
8. Stigmata Martyr — 3:46
9. Nerves — 7:06

## Склад
- Пітер Мерфі: гітара, вокал
- Деніел Еш: гітара
- Девід Джей: бас
- Кевін Гаскінс: ударні